# Змиёвский городской совет
Змиёвский либо Змиевско́й городской совет — входит в состав Змиёвского района Харьковской области Украины.
Административный центр городского совета находится в городе Змиёв.

## История
- Между 1918 и 1920 — дата образования данного городского Совета депутатов трудящихся на территории … волости в составе Змиевского уезда Харьковской губернии Украинской Советской Социалистической Республики.
- С марта 1923 года — совет в составе Змиевского района Харьковского округа, с февраля 1932 года — Харьковской области УССР.
- После 7 марта 1923 года в городе, который стал райцентром, находился райисполком (РИК).
- После 17 июля 2020 года в рамках административно-территориальной реформы по новому делению Харьковской области[12][13] весь Змиевской район Харьковской области был ликвидирован; входящие него населённые пункты и его территории были присоединены к Чугуевскому району области.

## Населённые пункты совета
- город Змиёв
- посёлок Выриша́льный (Тре́тий Реша́ющий)